# Franc (adelsätt)
Franc är en svensk släkt, där tre härstammar från Petrus Petri Franc, eventuellt fyra, grenar erhållit adelskap och introducerats på Riddarhuset med skilda nummer. En av dessa grenar fortlever.

## Historia
Släkten härstammar från Östergötland. Enligt traditionen ska den härstamma från Elsass, vilket dock anfördes först på 1700-talet. Äldste kände stamfader är kyrkoherden i Kvillinge pastorat av Linköpings stift, Petrus Petri Franc (ca 1585–1653).
Han fick i sitt andra giftermål med Margareta Svensdotter Scheder (1601–1691) fem söner varav tre, eventuellt fyra, blev adlade, därav tre med oförändrat namn.
Sven Franc (1625–1674), kunglig sekreterare, protokollssekreterare i rådskammaren, adlades 18 oktober 1662 av Karl XI och introducerades den 27 juli 1664 med oförändrat namn under nummer 710. Denna gren utslocknade 20 februari 1717.
Peder Franc (ca 1642–1714), kyrkoherde i Linköpings stift, adlades den 6 november 1678 av Karl XI och introduceras någon gång under år 1680 med oförändrat namn under nummer 943. Denna gren utslocknade 26 oktober 1678.
Samuel Franc (1645–1713), landsbokhållare i Östergötland och kamrerare, adlades den 16 mars 1682 i Kungsör av Karl XI med oförändrat namn likt sina bröder och introducerades samma år den 7 oktober under nuvarande nummer 1013. Ätten fortlever dels i Sverige, dels i USA, dit en yngre gren överflyttade i början av 1880-talet.
Johan Franck (1633–1693), som adlades men namnet von Franck och introducerades på Riddarhuset 1686 med nummer 1037, uppges också ha varit son till Petrus Petri Franc. Enligt Elgenstierna är detta emellertid ovisst. Denna ättegren utslocknade i början av 1700-talet.
Den 31 december 2022 var 47 personer med efternamnet Franc folkbokförda i Sverige.

## Vapenbeskrivning

### Nr 710
Sven Francs sköld är fastställd som delad i två fält. Det översta fältet innehåller ett uppstigande rött lejon med vit bakgrund. Det nedersta fältet innehåller fem liljor (Franska liljor) med en blå bakgrund. Hjälmprydnaden är två vingar fördelade på hälften med olika färger, på dexter sidan vit och rött och på sinister sidan blå och gul. Mellan vingarna uppstiger en lilja.

### Nr 943
Peder Franc han tog nästan samma sköldemärke som sin äldre bror Sven Franc. Denna sköld innehåller fem liljor med en blå bakgrund i det nedre fältet likt den tidigare. I det övre fältet uppstiger ett rött lejon med en bakgrund av gul färg. Detta kan vara ett misstag vid målningen av skölden, formuleringen från sköldebrevet är inte känd. Hjälmprydnaden i detta vapen är en lagerkvist mellan två vingar.

### Nr 1013
Samuel Franc valde ett helt eget vapen, utan några likheter med sina bröder. Skölden beskrivs som överst tvärt fördelad genom att det översta fältet är tvärställt och den nedre delen fördelas som kluven i höger och vänster sida. Det översta fältet är en olivkrans med en vit bakgrund. Fältet på dexter sida innehåller ett gult ymnighetshorn i en blå bakgrund. Fältet på sinister sida innehåller snedstående blå bjälkar med en bakgrund av guld. Hjälmprydnaden är två gröna olivkvistar som sluter sig i toppen och en gul stjärna i mitten.

## Blasonering

### Nr 710
| ”                                                                                             | En Sköldh fördeelt Vthi ett hwijt och blådt feldte af hwilke dhet öfrige ähr zwart och beprydt medh ett halft vprest Leyon, det nedrige medh fem beffrengde Lilior. Öfwan på ber.de Sköldh een yppen Tornerhielm, Täcket och Krantzn hwijt, blådt och rödt: På hielmen en Lilie emellan twenne Örnewingar,fördelte medh hwijt, rödt och blådt, swarandes emot hwarandra. Aldeles såsom dhet här medh sine egentlige färgor afmåladt och afsadt finnes. | „ |
| – Sköldebrevet i original, Nordiska museet. Transkription: Karin Borgkvist Ljung, 2017-11-22. | |   |

### Nr 1013
| ”                                                                                        | en Sköldh, hwilken öfwerst är twert fördelt med ett hwitt feldt, förandes en Oliwe Crantz, dhen nedre dhelen fördelar sig endelengst, hwars högra Sijda är blå med ett Gult Cornu copiæ uthj, och dhen Wenstra Guhl med twenne snedt ifrån höger till Wenster stående blå Bielkar, ofwan på Skölden en öpen Törnehielm med en Krantz, hwaruthur stiga twenne oljequistar, som sluuta inom sigh en guul Stierna; Krantzen, Hielmtecket och löfwerket är guult blått och hwitt under hwart annat fördelt, aldeles som sielfwa Wapnet här hoos med sine egentlige fergor finnes afmålat. | „ |
| – Sköldebrevsavskrifter, RHA, 03B:381. Transkription: Karin Borgkvist Ljung, 2017-11-13. | |   |

## Personer med efternamnet Franc
- Evert August Franc (1729–1800), landshövding
- Laurentius Petri Franc (död 1617), präst
- Peder Franc (1642–1714), ämbetsman
- Pehr Franc (1689–1764), ämbetsman
- Petrus Petri Franc (1581–1653), präst
- Samuel Franc (1645–1713), ämbetsman
- Ulric Gustaf Franc (1736–1811), ämbetsman, statssekreterare
- Urban Franc (född 1975), slovensk backhoppare